# Talensac
Talensac est une commune française située dans le département d'Ille-et-Vilaine en région Bretagne, peuplée de 2 530 habitants.

## Géographie
Situé à 20 km à l'ouest de Rennes dans le périmètre de la deuxième couronne rennaise, le territoire de  Talensac est traversé d'ouest en est par les ruisseaux de Guillermoux et des Bignons qui forment la Barillais, le Serein et le Rohuel puis la Chèze qui sont tous des affluents du Meu. Elle est adossée au nord-ouest à la forêt de Montfort-sur-Meu. La commune s'étend sur 2 161 hectares dont 174 hectares de forêt avec une population de 2 100 habitants.
Talensac est formée des hameaux suivants :
- Crabassou ;
- Trénube.

| Montfort-sur-Meu | Breteil   | Cintré    |
| Iffendic         | Talensac  | Mordelles |
| Monterfil        | Le Verger |           |

Talensac était limitrophe de Bréal-sous-Montfort jusqu'au 1er janvier 2013.

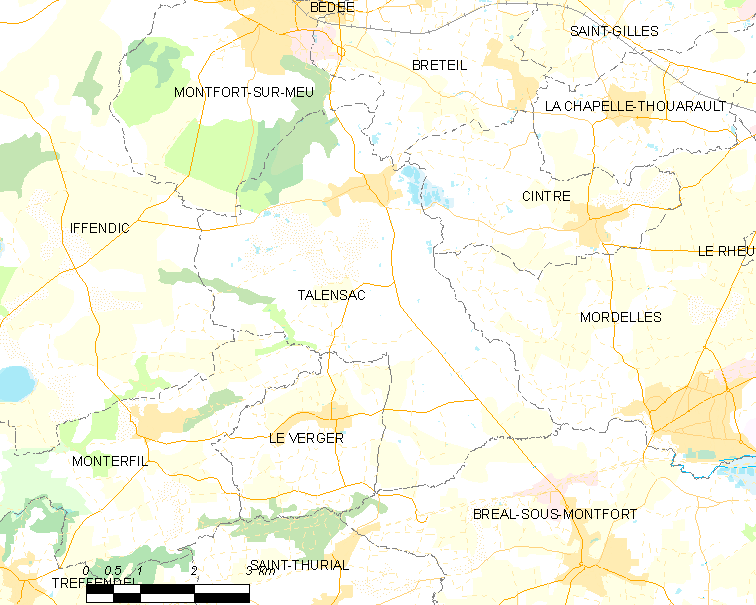
Carte de la commune.

### Hydrographie
Pour un article plus général, voir Réseau hydrographique d'Ille-et-Vilaine.
La commune est située dans le bassin Loire-Bretagne. Elle est drainée par le Meu, le Serein, l'Aune, le Rohuel, le ruisseau de la Barillais, le ruisseau de l'Étang de carrouët et le ruisseau des Bignons,le ruisseau du Gué Saint-Laurent,,.
Le Meu, d'une longueur de 84 km, prend sa source dans la commune de Saint-Vran et se jette  dans un bras de la Vilaine à Chavagne, après avoir traversé 21 communes. 
Le Serein, d'une longueur de 20 km, prend sa source dans la commune de Paimpont et se jette  dans le Meu sur la commune, après avoir traversé sept communes. 

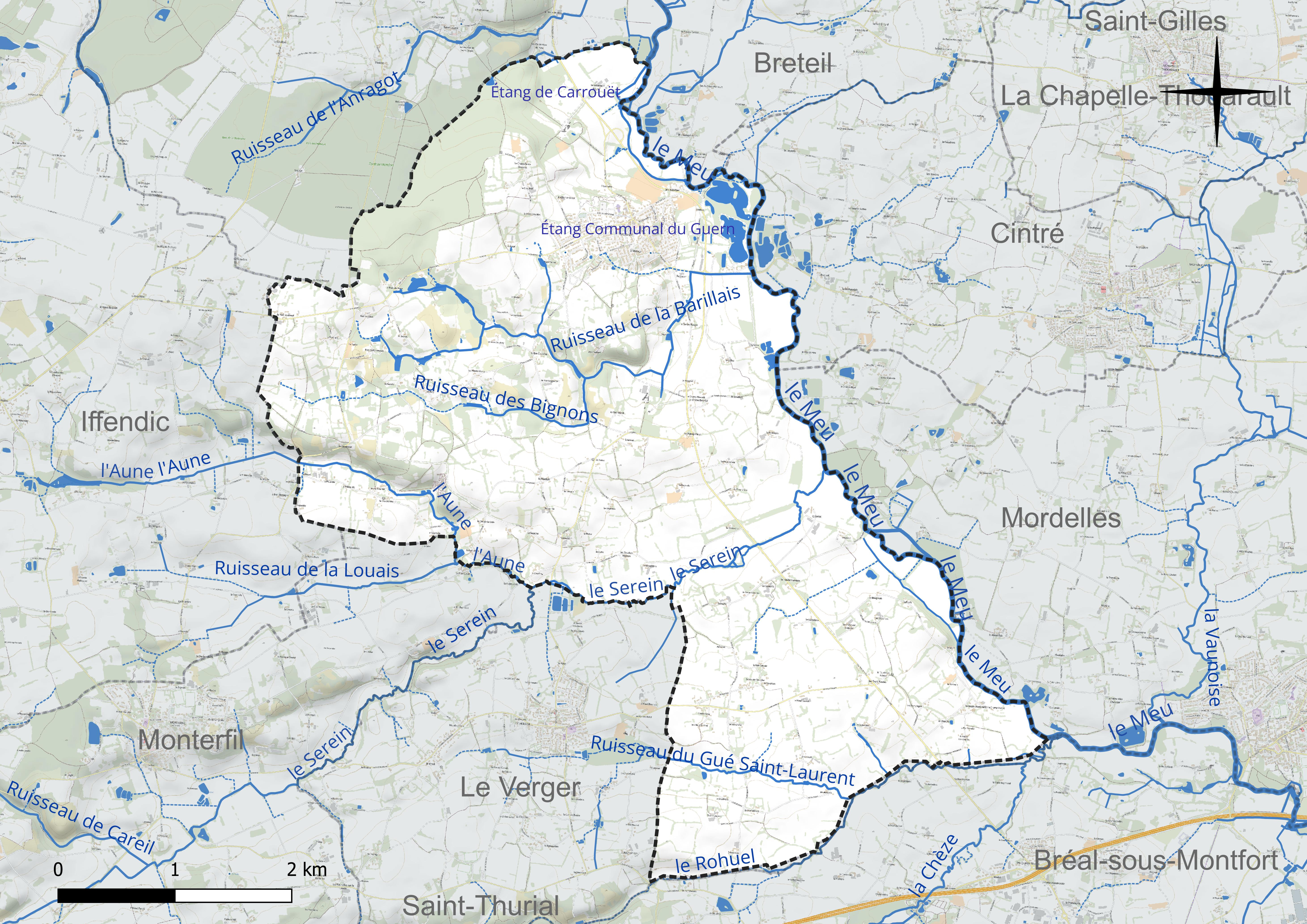
Réseau hydrographique de Talensac.

Deux plans d'eau complètent le réseau hydrographique : l'étang Communal du Guern (5,41 ha) et l'étang de Carrouët (0,33 ha),.

### Climat
Pour des articles plus généraux, voir Climat de la Bretagne et Climat d'Ille-et-Vilaine.
En 2010, le climat de la commune est de type climat océanique altéré, selon une étude du CNRS s'appuyant sur une série de données couvrant la période 1971-2000. En 2020, Météo-France publie une typologie des climats de la France métropolitaine dans laquelle la commune est exposée à un climat océanique et est dans la région climatique  Bretagne orientale et méridionale, Pays nantais, Vendée, caractérisée par une faible pluviométrie en été et une bonne insolation. Parallèlement l'observatoire de l'environnement en Bretagne publie en 2020 un zonage climatique de la région Bretagne, s'appuyant sur des données de Météo-France de 2009. La commune est, selon ce zonage, dans la zone « Intérieur Est », avec des hivers frais, des étés chauds et des pluies modérées.
Pour la période 1971-2000, la température annuelle moyenne est de 11,5 °C, avec une amplitude thermique annuelle de 12,8 °C. Le cumul annuel moyen de précipitations est de 760 mm, avec 12,3 jours de précipitations en janvier et 6,2 jours en juillet. Pour la période 1991-2020, la température moyenne annuelle observée sur la station météorologique la plus proche, située sur la commune du Rheu à 10 km à vol d'oiseau, est de 12,2 °C et le cumul annuel moyen de précipitations est de 720,4 mm,. Pour l'avenir, les paramètres climatiques de la commune estimés pour 2050 selon différents scénarios d'émission de gaz à effet de serre sont consultables sur un site dédié publié par Météo-France en novembre 2022.

## Urbanisme

### Typologie
Au 1er janvier 2024, Talensac est catégorisée bourg rural, selon la nouvelle grille communale de densité à sept niveaux définie par l'Insee en 2022.
Elle est située hors unité urbaine. Par ailleurs la commune fait partie de l'aire d'attraction de Rennes, dont elle est une commune de la couronne,. Cette aire, qui regroupe 183 communes, est catégorisée dans les aires de 700 000 habitants ou plus (hors Paris),.

### Occupation des sols
L'occupation des sols de la commune, telle qu'elle ressort de la base de données européenne d'occupation biophysique des sols Corine Land Cover (CLC), est marquée par l'importance des territoires agricoles (87,9 % en 2018), une proportion sensiblement équivalente à celle de 1990 (88,1 %). La répartition détaillée en 2018 est la suivante : zones agricoles hétérogènes (63,7 %), terres arables (12,7 %), prairies (11,5 %), forêts (8 %), zones urbanisées (3,1 %), eaux continentales (0,9 %). L'évolution de l'occupation des sols de la commune et de ses infrastructures peut être observée sur les différentes représentations cartographiques du territoire : la carte de Cassini (XVIIIe siècle), la carte d'état-major (1820-1866) et les cartes ou photos aériennes de l'IGN pour la période actuelle (1950 à aujourd'hui).

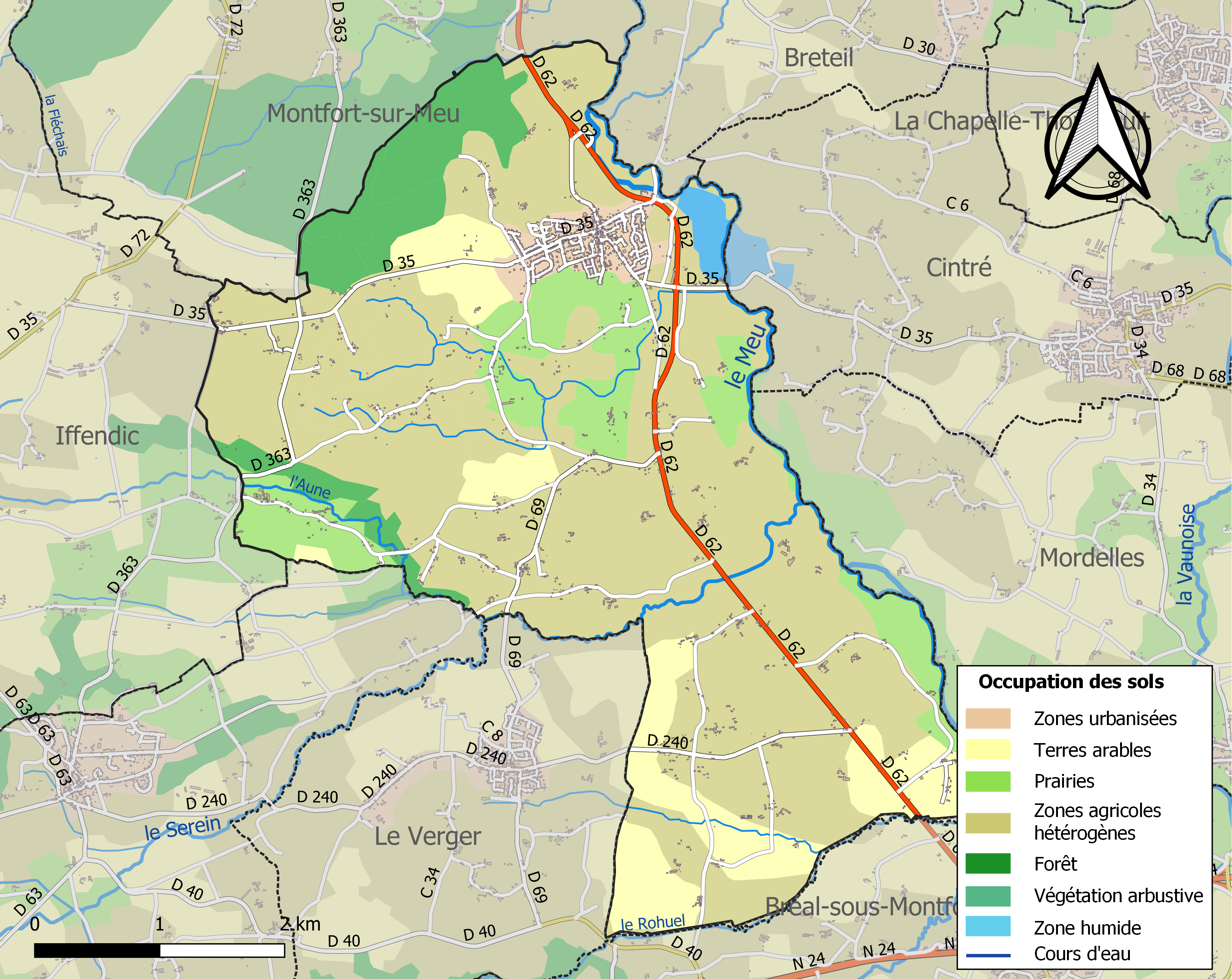
Carte des infrastructures et de l'occupation des sols de la commune en 2018 (CLC).

## Toponymie
Le nom de la localité est attesté sous les formes Talensac en 852, Thalencach en 1152, ecclesia de Talencheac en 1168, Thalanzac en 1190, Talanchac en 1214, Talenchac en 1268, Talensac au XVIe siècle, Talansac en 1630.
Le nom en gallo est Talensa.

## Histoire

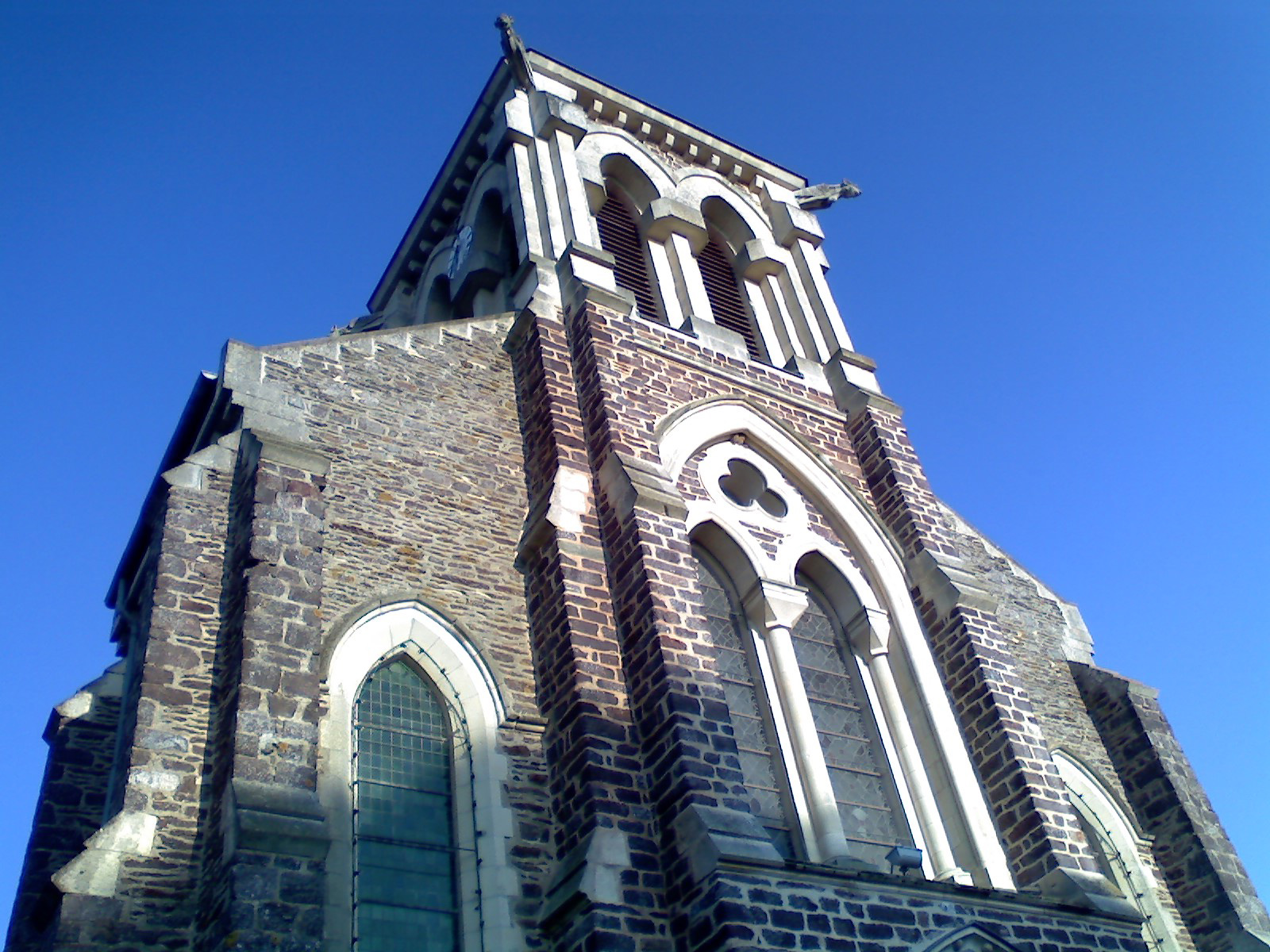
L'église de Talensac.

### Légende de Saint-Méen

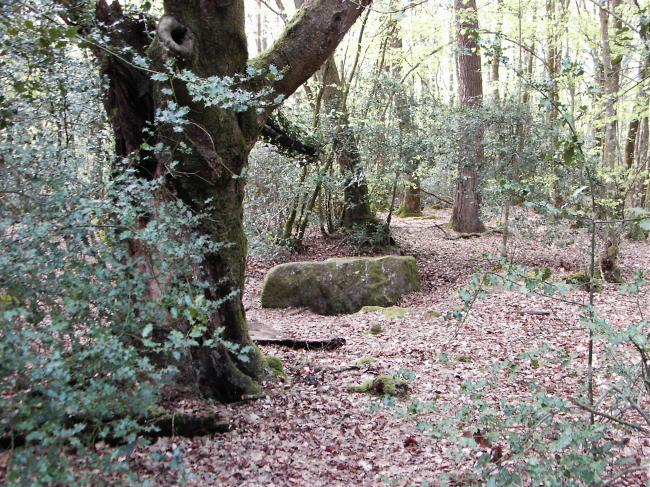
Le Grès de Saint-Méen à Talensac.

Dans la forêt de Montfort-sur-Meu, dans la partie appelée le Bois de Saint-Lazare, on peut voir au pied d'un vieux chêne un polissoir, appelé Grès de Saint-Méen, classé au titre des monuments historiques en 1926.
Selon la légende, saint Méen aurait érigé la ville de Talensac. Deux versions à propos de cette légende existent :
Dans la première version, saint Méen voyageait avec ses disciples lorsqu'il vit une colline couverte de végétations près des berges du Meu. Le paysage lui plut et il décida alors de rester quelques jours en ces lieux. Après avoir traversé un gué, il dit à ses moines, en lançant la hache qu'il tenait à la main : « Où cette hache tombera, Méen bâtira ». Et la hache retomba où se trouve l'église actuelle de Talensac. Saint Méen tint alors parole et défricha, avec l'aide de ses compagnons, un espace assez grand pour y faire construire une chapelle et quelques abris pour lui et ses apôtres. Il prêcha par la suite la bonne parole aux païens des alentours. Un certain nombre de personnes écoutèrent sa voix et vinrent s'installer autour de la chapelle.
Dans la seconde, saint Méen, après avoir aiguisé sa hache sur cette pierre, aurait dit à ces disciples : « Où cette hache tombera, Méen bâtira ». Il construisit alors l'église de Talensac, 1 200 mètres plus loin, là où la hache était retombée. D'après la même version, la pierre servait de table d'autel pour l'immolation de victimes humaines. Saint Méen y aurait été attaqué par un de ces anciens disciples. Il réussit tout de même à éviter les coups de son apôtre infidèle. Mais celui-ci, dans sa violence, frappa la pierre qui se renversa sur lui et il fut alors écrasé. On dit même que son corps gît encore sous la pierre…

### Les faits historiques
Époque gallo-romaine
Talensac est situé dans l'ancienne civitas des Coriosolites. Le territoire de la commune est occupé durant la période gallo-romaine, comme en témoigne la découverte de moellons liés dans du mortier romain au lieu-dit du Mont, ou bien encore l'existence de gisements de tegulae à la Chapelle-ès-Oresves et à la Bouhernière.

#### Au Moyen Âge
Durant le haut Moyen Âge, des populations d'origine bretonne s'installent sur le territoire de la commune et laissent une trace dans la micro-toponymie locale. Ainsi, les lieux-dits de Trieneuc, Trénube, Tréjouan, Trémeleuc, ou bien encore Tremaugat correspondent à des toponymes construits à partir du suffixe breton Trev-, signifiant « le lieu habité ». Jean-Yves Le Moing estime à 13,3 % le taux de toponymes d'origine bretonne sur la commune de Talensac.
Judicaël et Erispoë, les rois de Bretagne, possédaient à Talensac une habitation aux VIIe et IXe siècles. Erispoë a résidé dans le village du Châtellier en bordure de la route de Breteil. Cette fortification était protégée car elle possédait des fossés ou douves[réf. nécessaire].
Le 2 novembre 857, Erispoë est assassiné dans l'église de Talensac par Salomon, son cousin germain, qui ne voulait pas que la fille d'Erispoë épousât le fils de Charles le Chauve. Cela aurait mis en jeu les terres de Salomon et l'indépendance de la Bretagne face à la Francie occidentale, ainsi que toutes les chances de Salomon d'accéder au trône de Bretagne.
En 1152, l'épouse de Guillaume Ier donna aux moines de l'abbaye Saint-Jacques de Montfort les impôts de Talensac et le moulin de la ville. Le fils de Guillaume Ier et d'Amice de Porhoët, Godefroy de Montfort, leur légua le pré au Comte en 1171.
Vers 1372, il semble que le château du Châtellier, propriété de la famille de Bintin, fut dévasté.

#### À l'époque moderne
En 1697, Jeanne-Françoise de Massuel, dame du Bois-de-Bintin, épousa à Talensac le seigneur de Belin, Mathurin Lesné. Son épouse et lui-même habitaient au château de la Bédoyère, une imposante demeure du XVIIe siècle. Le château, mal préservé des vices du temps par les différents propriétaires, fut démoli vers 1920.

#### À l'époque contemporaine
Dès 1803, Talensac était une paroisse indépendante se séparant du Verger. La première église fut remplacée et restaurée en 1703 environ. Mais, cette église, dédiée à sainte Anne, fut dévastée par un incendie en juin 1872. Une autre église fut alors construite (l'église actuelle), et fut consacrée en 1882 par l'archevêque de l'époque.
Afin d'assurer la continuité territoriale entre Le Verger et les autres communes de Rennes Métropole, la commune de Talensac propose fin 2011 de céder une partie de son territoire au Verger. Fin 2012, le préfet d'Ille-et-Vilaine valide le transfert de cinquante et une parcelles cadastrales pour un total de neuf hectares.

### L'autonomie du Verger
Il existait une chapelle dite église primitive au lieu-dit le Pâtis, qui fut démolie vers la fin du XVe siècle à la suite d'un tremblement de terre.
C'est vers 1542 que plusieurs paroissiens de Talensac, habitant le Trait du Breil, adressent une requête à l'évêque de Saint-Malo par laquelle ils sollicitent le droit de bâtir une église au village du Verger, moyennant la perception d'un certain nombre de taxes, dîmes et autres impôts, ainsi que la prise en charge complète du curé au frais de ses ouailles (construction d'une maison et couvert). Les paroissiens s'engagent à entretenir cette église. En 1617, le parlement de Bretagne fut chargé d'une affaire opposant l'évêque de Saint-Malo, d'un côté, au seigneur du Verger et les habitants, de l'autre. Ces derniers furent condamnés à construire à leur frais un presbytère. Guillaume Le Gouverneur, évêque de Saint-Malo, dont dépendait Talensac, approuva tous ces actes et érigea au commencement de 1630 Le Verger en trêve de Talensac, avec le consentement du recteur de cette paroisse. Aussitôt Gilles Huchet, seigneur de la Bédoyère, présenta Raoul Berhault à l'évêque, qui le pourvut le 9 mai 1630 de l'église du Verger, fillette de Talensac, « ecclesia du Verger, filiola matricis ecclesiœ de Talensac ».
En 1790, M. Oresve, curé du Verger, déclara que son bénéfice avait un revenu net de 252 livres ; cependant c'est en 1803 que le territoire du Verger fut séparé de celui de Talensac et érigé en paroisse autonome, par démembrement de la commune de Talensac qui elle-même est un démembrement de l'ancienne paroisse primitive d'Iffendic.

### Héraldique
| Blason | Blasonnement : D'azur à trois fusées d'argent rangées en fasce, surmontées de trois étoiles d'or. Commentaires : Le blason de la commune de Talensac est quasiment inspiré de celui de la famille éponyme - seigneurs dudit lieu (paroisse de ce nom), de la Turaye (par. de Goven), de la Roche-Servière, de la Jodinière et de Loudrière, en Poitou - laquelle portait De sable à trois fusées accolées d'argent, surmontées de trois étoiles d'or,. |

## Économie

### Tourisme
La gestion du tourisme de Talensac est confiée par Montfort Communauté à l'office de tourisme du pays de Montfort.

## Politique et administration
| Période                                  | Période    | Identité                       | Étiquette   | Qualité |
| ---------------------------------------- | ---------- | ------------------------------ | ----------- | --- |
| Les données manquantes sont à compléter. |            |                                |             | |
| 1792                                     | 1796       | Guillaume Le Breton            |             | |
| 1797                                     | 1798       | Joseph Guilloux                |             | |
| 1798                                     | 1801       | Jean Serbet                    |             | |
| 1802                                     | 1803       | Joseph Guilloux                |             | |
| 1804                                     | 1816       | Joseph Bossard                 |             | |
| 1816                                     | 1830       | Charles Huchet de La Bédoyère  |             | Marquis de la Bédoyère |
| 1830                                     | 1848       | Laurent Guilloux               |             | |
| 1848                                     | 1860       | Louis Bohuon                   |             | |
| 1860                                     | 1861       | Jean Marie Beaugelin           |             | |
| 1862                                     | 1866       | Toussaint Denieul              |             | |
| 1867                                     | 1885       | Amand Porteu de La Morandière  |             | |
| 1885                                     | 1906       | Armand Porteu de La Morandière | Monarchiste | Directeur de filature, propriétaire agricole Député d'Ille-et-Vilaine (Circ. Montfort) (1889 → 1902) Fils du précédent                                      |
| 1906                                     | avril 1932 | André Porteu de La Morandière  | AL          | Propriétaire agricole Député d'Ille-et-Vilaine (Circ. Montfort) (1910 → 1919) Sénateur d'Ille-et-Vilaine (1920 → 1932) Fils du précédent Décédé en fonction |
| 1932                                     | mars 1977  | Paul Porteu de La Morandière   | RI          | Directeur de banque, maire honoraire Sénateur d'Ille-et-Vilaine (1971) Fils du précédent                                                                    |
| mars 1977                                | juin 1995  | Jean Gouéry                    |             | |
| juin 1995                                | juin 2021  | Armand Bohuon                  | DVD         | Chauffeur dans le transport adapté, ancien agriculteur 6e vice-président de Montfort Communauté Décédé en fonction                                          |
| septembre 2021                           | En cours   | Bruno Duteil                   |             | Technicien de recherche à l'INRA, ancien 1er adjoint 6e vice-président de Montfort Communauté Élu à la suite d'une élection municipale partielle            |

## Démographie
L'évolution du nombre d'habitants est connue à travers les recensements de la population effectués dans la commune depuis 1793. Pour les communes de moins de 10 000 habitants, une enquête de recensement portant sur toute la population est réalisée tous les cinq ans, les populations de référence des années intermédiaires étant quant à elles estimées par interpolation ou extrapolation. Pour la commune, le premier recensement exhaustif entrant dans le cadre du nouveau dispositif a été réalisé en 2006.
En 2022, la commune comptait 2 530 habitants, en évolution de +1,36 % par rapport à 2016 (Ille-et-Vilaine : +5,46 %, France hors Mayotte : +2,11 %).
| 1793  | 1800  | 1806  | 1821  | 1831  | 1836  | 1841  | 1846  | 1851  |
| ----- | ----- | ----- | ----- | ----- | ----- | ----- | ----- | ----- |
| 1 488 | 1 213 | 1 298 | 1 528 | 1 402 | 1 076 | 1 329 | 1 431 | 1 424 |

| 1856  | 1861  | 1866  | 1872  | 1876  | 1881  | 1886  | 1891  | 1896  |
| ----- | ----- | ----- | ----- | ----- | ----- | ----- | ----- | ----- |
| 1 411 | 1 357 | 1 380 | 1 422 | 1 477 | 1 463 | 1 448 | 1 406 | 1 365 |

| 1901  | 1906  | 1911  | 1921  | 1926  | 1931  | 1936  | 1946  | 1954 |
| ----- | ----- | ----- | ----- | ----- | ----- | ----- | ----- | ---- |
| 1 325 | 1 331 | 1 292 | 1 101 | 1 090 | 1 110 | 1 121 | 1 053 | 963  |

| 1962 | 1968 | 1975  | 1982  | 1990  | 1999  | 2006  | 2011  | 2016  |
| ---- | ---- | ----- | ----- | ----- | ----- | ----- | ----- | ----- |
| 886  | 901  | 1 083 | 1 977 | 2 057 | 2 044 | 2 319 | 2 375 | 2 496 |

| 2021  | 2022  | - | - | - | - | - | - | - |
| ----- | ----- | - | - | - | - | - | - | - |
| 2 516 | 2 530 | - | - | - | - | - | - | - |

## Transports
- BreizhGo 2 Rennes - Gaël (embranchement avec terminus Talensac)

## Lieux et monuments

### Monuments
- L'église Saint-Méen : l'édifice actuelle date du XIXe siècle et est l'œuvre des architectes Henri Mellet et Aristide Folie. L'ancienne église, édifiée au XVe ou  XVIe siècle, fut détruite par un incendie puis reconstruite en 1872. Dédiée à saint Méen, l'église primitive de Talensac passait pour avoir été construite par le bienheureux abbé de Gaël lui-même. Erispoë qui s'y était réfugié y fut assassiné en 857[43]. La croix située aux côtés de l'église est du XVIe siècle.
- Le Chatelier : ancienne résidence des rois de Bretagne Judicaël et d'Erispoë, elle se situait au Châtellier, sur la route de Breteil. Elle est détruite vers 1372 : ne subsistent que les vestiges d'une motte, entourée autrefois de douves. Propriété de la famille de Bintin en 1472 et en 1444, puis de la famille Hingant seigneurs du Parc en 1513 ;
- Le château de la Bédoyère : autrefois situé sur la route de Bréal-sous-Montfort, il fut le siège d'une des plus importantes seigneuries de Talensac. Ancienne maison seigneuriale de la paroisse de Talensac, le château de la Bédoyère était situé au centre d'une longue parcelle entourée de douves empierrées à l'est et alimentées par une dérivation. Il fut reconstruit entre 1739 et 1742 par l'ingénieur et architecte rennais Raymond Bechet des Ormeaux. Il est probable que son commanditaire fut Charles Huchet : né en 1683 et seigneur de la Bédoyère, reçu conseiller au parlement de Bretagne en 1707[44]. Il épousa en 1708 Marie-Anne Danycan — fille de Noël Danycan seigneur de l'Épine, négociant armateur et un des principaux corsaires de Saint-Malo, commanditaire de la Compagnie des Indes connu alors pour être l'une des plus importantes fortunes du royaume —. Charles Huchet de La Bédoyère succéda à son père en 1710 dans la charge de procureur général qu'il remplit jusqu'à sa mort en 1754. Il augmentera encore l'importance de sa seigneurie en achetant en 1715 une portion de la forêt de Montfort, plus « la seigneurie et fondation de l'église et paroisse de Coulon, les fiefs, rentes foncières et féodales dues tant en grains que par argent en la dite paroisse, le droit de présentation au prieuré Saint-Lazare de Montfort, le droit de pêche dans la rivière du Meu ». Le château, mal entretenu, tomba presque en ruine dans les années 1900, et fut détruit vers les années 1920 : reste la chapelle du château, ruinée. Elle est influencée par le style Louis XIV, notamment par sa couverture à la Mansard. Sa porte est encore visible, construite en appareil à bossage de pierre calcaire, surmontée des armes mutilées des seigneurs de La Bédoyère, inscrites dans un tympan en plein cintre.
- Le manoir de la Fumelais : situé route de Bréal-sous-Montfort. Propriété de la famille Huchet en 1441, puis de la famille de Saint-Jean en 1513.
- Le manoir du Mont : situé route de Bréal-sous-Montfort. Propriété de la famille du Mont en 1427 et en 1441, puis de la famille Bouttier en 1513.
- Le manoir de la Hunaudière : situé au Bourg, le manoir date de la fin du XVIe siècle. Il a appartenu successivement aux familles Haloret, de l'Estourbeillon puis du Guern en 1513. Au XXe siècle, il abrita des religieuses et l'école des filles de Talensac.
- Le château de la Touche Rolland : l'ancien manoir de la Touche-Rolland est situé sur la  route de Bréal-sous-Montfort. Il possédait autrefois une chapelle privée. La chapelle de la Touche-Rolland dépendait de ce manoir, possédé en 1427 par la famille Rolland ainsi qu'en 1677, puis en 1681 par le sieur des Plantes-Avril, seigneur de la Touche-Rolland ; le 17 mars 1699 il était à Guyonne du Liepvre. En 1715, Bonaventure du Liepvre fut pourvu de ce bénéfice, que lui présenta son père, Guillaume du Liepvre, seigneur de la Touche-Rolland. La chapelle n'étant plus entretenue en 1766, l'évêque ordonna alors d'en faire le service dans l'église paroissiale (Pouillé de Rennes). Sur le site de cet ancien manoir mentionné depuis le XVe siècle et détruit vers 1850, un château est édifié en 1852 par l'architecte Jacques Mellet pour Monsieur Prioul du Haut Chemin et son épouse, née Le Chevallier. La propriété a ensuite appartenu à la famille de Calan et fut vendu à la famille Porteu de La Morandière au début du XXe siècle. Des communs, construits au début du XIXe siècle, comprennent l'ancienne basse-cour de style néo-classique qui a abrité une orangerie, et une maison de jardinier élevée à l'emplacement de l'ancienne chapelle au nord-est. Le château a été bâti au sud de l'emplacement de l'ancien manoir et domine un parc à l'anglaise réalisé à la même période ; ce dernier remplace un jardin régulier visible sur le cadastre de 1846. L'architecture de style éclectique est fortement inspirée par celle de la Renaissance et reflète le travail de Jacques Mellet, architecte rennais qui construit de nombreux châteaux dans le département d'Ille-et-Vilaine dans la deuxième moitié du XIXe siècle.
- Le manoir de Bransahier : situé route de Bréal-sous-Montfort. Il possédait jadis une chapelle. Propriété successive des familles Anger de Kernisan, Guénon et Bélaud.
- Le domaine d'Artois, logis du XVIIe siècle et dépendances, monument historique.
- Bintin : en 1810, la propriété appartient à Louis Guillot, négociant à Rennes. La « maison du Bois de Bintin », ancien manoir mentionné depuis le XVe siècle, est située à l'emplacement de la demeure actuelle, une pièce d'eau de forme rectangulaire, encadrée de deux jardins, s'étendent au sud du logis. En 1821, Pierre Ruel, négociant à Rennes, est propriétaire et fait dresser un plan terrier du domaine; autour de 1840, il entreprend d'importants travaux, détruit l'ancienne habitation et en construit une nouvelle déclarée en 1843. Autour de 1850, le domaine passe par alliance à Armand Fidèle Porteu qui a épousé en 1835 la nièce de Pierre Ruel. Son fils, Armand Albert Hyacinthe, député d'Ille-et-Vilaine et maire Talensac, fait transformer la propriété à la fin du XIXe siècle. Il fait appel en 1896 à l'architecte rennais Emmanuel Le Ray, qui fournit un projet d'agrandissement. Cette campagne de travaux, non précisément identifiée, a permis un déploiement important des pièces de réception, avec en plus de la salle à manger et du bureau, un grand salon et une bibliothèque, plus conforme au mode de vie des occupants.
- La fontaine Saint-Lunaire, située non loin du bourg, possède, selon la tradition locale, le pouvoir de guérir des yeux.

### Lieux
- Le parc Eminescu offre une vue exceptionnelle sur la vallée du Meu. Départ des sentiers de randonnée, ce parc dispose d'air de jeux et de pique-nique.
- Le départ du circuit de l'étang du Guern se fait de l'esplanade Eminescu, il dure environ une heure pour 5 km. Il est balisé avec des flèches vertes. Le parcours connaît quelques pentes assez raides.
- Circuit de Trieneuc, Val-Beuzet, Les Auriais. Le départ se fait de l'esplanade Eminescu en suivant les flèches rouges. Le circuit dure 2 h 45 pour une distance de 11,5 km environ. Le circuit offre un panorama sur Montfort-sur-Meu, sur Bédée et Breteil. Des ruisseaux et petites cascades animent le parcours.
- Circuit de La Vallée, Trieneuc, Les Auriais. Le départ se fait de l'esplanade Eminescu à Talensac. Le circuit fait 14 km pour une durée de 3 h 15. Il est balisé avec des flèches bleues et rouges. Le paysage est landiers et vallonné. Il offre un beau panorama sur les villages de Monterfil, Le Verger et Treffendel. Mais on peut aussi voir la ville de Rennes au loin.
- Circuit de l'étang de Carrouët. Le départ a lieu à l'esplanade Eminescu. Le parcours est d'une distance totale de 4,5 km environ, pour une durée de 1 h 10. Le circuit ne présente pas de difficulté.
- Ancien château de la Bédoyère[45], appartenant à la famille Huchet de La Bédoyère.
- Le Gréez Saint Méen, voir ci-dessus, rubrique Histoire.

## Personnalités liées à la commune
- Erispoë, roi de Bretagne de 851 à 857, assassiné dans l'église en 857 ;
- Famille Barrin ;
- Famille Huchet ;
- Armand Porteu de La Morandière ;
- André Porteu de La Morandière ;
- Paul Porteu de La Morandière.